# Bouilleur
Pour les articles homonymes, voir Bouilleur de cru.
Un bouilleur est un appareil dont le but est de vaporiser un mélange de liquides ou un mélange de liquide et solides. Il est notamment utilisé pour la distillation, dans l'industrie chimique et pour le chauffage.

## Usages

### Industrie chimique
Dans le milieu industriel, le bouilleur est un appareil dont le but est de vaporiser un mélange de liquides ou un mélange de liquide et solides. Il s'agit d'une partie importante d'une installation de distillation. Dans l'industrie chimique le bouilleur correspond en général au réacteur sur lequel est montée la colonne de distillation, même si d'autres configurations sont possibles.

### Chauffage
Dans le domaine du chauffage un bouilleur est un dispositif servant à chauffer un fluide (eau) pour une utilisation en chauffage central ou en ECS pour l'eau chaude sanitaire. Des modèles à haut rendement ont vu le jour depuis quelques années[Quand ?] permettant d'augmenter la puissance des installations de chauffage au bois type insert ou foyer fermé, sans consommation supplémentaire de bois, en récupérant la chaleur des fumées (température : 400 °C) de combustion.

### Dessalement
Un bouilleur peut constituer un dispositif de dessalement.

### Distillation
Les bouilleurs sont des appareils dont le but est d’effectuer une vaporisation partielle des fonds de colonnes de distillation afin d’engendrer la phase vapeur qui assurera le fractionnement dans la section d’épuisement. La quantité vaporisée s’appelle le taux de rebouillage.
La plupart des bouilleurs sont des appareils construits selon le même principe que les échangeurs à faisceau de tubes et à calandre. Dans certains cas spéciaux on pourra avoir des échangeurs à plaques soudées ou des échangeurs en graphite.
On distingue ainsi deux grandes classes d’appareils. Ce sont :

#### Rebouilleurs à circulation naturelle
- Kettle (rebouilleur à faisceau immergé)
- Thermosiphon vertical
- Thermosiphon horizontal
- Rebouilleur interne de colonne

#### Rebouilleur à circulation forcée
- Rebouilleur horizontal
- Rebouilleur vertical
- Rebouilleur à film tombant

Il existe trois types de bouilleurs différenciés par leur type de chauffe :
1. Électrique.
2. Vapeur.
3. À récupération.

## Architecture
- Un distillateur.
- Un surpresseur.
- Des pompes.
- Des filtres.
- Des échangeurs de chaleur.
- Des salinomètres.
- Des caisses de traitement.